# Guangzhou International Women's Open 2015
Guangzhou International Women's Open 2015 byl tenisový turnaj pořádaný jako součást ženského okruhu WTA Tour, který se hrál na otevřených dvorcích s tvrdým povrchem městské tenisového centra. Konal se mezi 21. až 27. zářím 2015 v čínském Kantonu jako 12. ročník turnaje.
Turnaj s rozpočtem 250 000 dolarů patřil do kategorie WTA International Tournaments. Dotace tak byla oproti roku 2014 snížena na polovinu. Poslední přímou postupující do hlavní soutěže dvouhry byla 111. tchajwanská hráčka žebříčku WTA Sie Šu-wej.
Nejvýše nasazenou hráčkou ve dvouhře se stala světová dvojka Simona Halepová z Rumunska, která vypadla ve čtvrtfinále s Češkou z osmé desítky žebříčku Denisou Allertovou. Ta se probojovala do svého prvního finále na okruhu WTA Tour, v němž hladce podlehla bývalé první hráčce světa Jeleně Jankovićové ze Srbska. Deblovou soutěž vyhrál nejslepší světový pár Martina Hingisová a Sania Mirzaová.

## Distribuce bodů a finančních odměn

### Distribuce bodů
| Soutěž  | vítězky | finalistky | semifinalistky | čtvrtfinalistky | 16 v kole | 32 v kole | Q  | Q2 | Q1 |
| ------- | ------- | ---------- | -------------- | --------------- | --------- | --------- | -- | -- | -- |
| dvouhra | 280     | 180        | 110            | 60              | 30        | 1         | 18 | 12 | 1  |
| čtyřhra | 280     | 180        | 110            | 60              | 1         | —         | —  | —  | —  |

### Finanční odměny
| Soutěž                              | vítězky | finalistky | semifinalistky | čtvrtfinalistky | 16 v kole | 32 v kole | Q2     | Q1   |
| ----------------------------------- | ------- | ---------- | -------------- | --------------- | --------- | --------- | ------ | ---- |
| dvouhra                             | $43 000 | $21 400    | $11 500        | $6 175          | $3 400    | $2 100    | $1 020 | $600 |
| čtyřhra                             | $12 300 | $6 400     | $3 435         | $1 820          | $960      | —         | —      | —    |
| částka ve čtyřhře je uvedena na pár |         |            |                |                 |           |           |        |      |

## Ženská dvouhra

### Nasazení
| Stát                         | Hráčka               | WTA | Nasazení |
| ---------------------------- | -------------------- | --- | -------- |
| Rumunsko                     | Simona Halepová      | 2.  | 1.       |
| Německo                      | Andrea Petkovicová   | 17. | 2.       |
| Itálie                       | Sara Erraniová       | 21. | 3.       |
| Srbsko                       | Jelena Jankovićová   | 25. | 4.       |
| Rusko                        | Světlana Kuzněcovová | 31. | 5.       |
| Rumunsko                     | Monica Niculescuová  | 39. | 6.       |
| Černá Hora                   | Danka Kovinićová     | 69. | 7.       |
| Čína                         | Čeng Saj-saj         | 70. | 8.       |
| Žebříček WTA k 14. září 2015 |                      |     |          |

### Jiné formy účasti
Následující hráčky obdržely divokou kartu do hlavní soutěže:
- Wang Ja-fan
- Jang Čao-süan
- Čang Šuaj

Následující hráčky si zajistily postup do hlavní soutěže v kvalifikaci:
- Ons Džabúrová
- Anett Kontaveitová
- Petra Martićová
- Rebecca Petersonová
- Wang Čchiang
- Čang Kchaj-lin

### Odhlášení
před zahájením turnaje
- Margarita Gasparjanová → nahradila ji Yanina Wickmayerová
- Olga Govorcovová → nahradila ji Tuan Jing-jing

## Ženská čtyřhra

### Nasazení
| Stát                                                                     | Hráčka                     | Stát               | Hráčka                | WTA  | Nasazení |
| ------------------------------------------------------------------------ | -------------------------- | ------------------ | --------------------- | ---- | -------- |
| Švýcarsko                                                                | Martina Hingisová          | Indie              | Sania Mirzaová        | 3.   | 1.       |
| Polsko                                                                   | Klaudia Jansová-Ignaciková | Austrálie          | Anastasia Rodionovová | 71.  | 2.       |
| Čína                                                                     | Liang Čchen                | Čína               | Wang Ja-fan           | 121. | 3.       |
| Spojené království                                                       | Jocelyn Raeová             | Spojené království | Anna Smithová         | 154. | 4.       |
| Žebříček WTA k 14. září 2015; číslo je součtem umístění obou členek páru |                            |                    |                       |      |          |

## Přehled finále

### Ženská dvouhra
- Jelena Jankovićová vs.  Denisa Alertová, 6–2, 6–0

### Ženská čtyřhra
- Martina Hingisová /  Sania Mirzaová vs.  Sü Š'-lin /  Jou Siao-ti, 6–3, 6–1